# Southern Automobile Manufacturing Company (Florida)
Southern Automobile Manufacturing Company war ein US-amerikanischer Hersteller von Automobilen aus Florida.

## Unternehmensgeschichte
John B. McDonald, Hugh Partridge und H. C. Stone gründeten das Unternehmen im April 1906. Der Sitz war in Jacksonville. Sie begannen mit der Produktion von Automobilen. Der Markenname lautete Southern. 1908 endete die Produktion. Eine Quelle meint, es war der erste Automobilhersteller aus Florida.
Es gab keine Verbindung zur gleichnamigen Southern Automobile Manufacturing Company aus Tennessee.

## Fahrzeuge
Im Angebot standen Highwheeler. Sie hatten einen Zweizylindermotor, der unter dem Sitz montiert war und die Hinterachse antrieb. Zur Wahl standen ein 12-PS-Motor mit Luftkühlung und ein 20-PS-Motor mit Wasserkühlung. Der Neupreis betrug in Abhängigkeit vom Motor 500 US-Dollar oder 650 Dollar.